# Dalea sabinalis
Dalea sabinalis är en ärtväxtart som först beskrevs av Sereno Watson, och fick sitt nu gällande namn av Lloyd Herbert Shinners. Dalea sabinalis ingår i släktet Dalea, och familjen ärtväxter. IUCN kategoriserar arten globalt som akut hotad. Inga underarter finns listade i Catalogue of Life.